# Sonny Burns
Sonny Burns (* 19. September 1930 in Nacogdoches, Texas; † 21. Oktober 1992) war ein US-amerikanischer Country- und Rockabilly-Sänger. Er war durch frühe Auftritte eng mit George Jones befreundet.

## Karriere

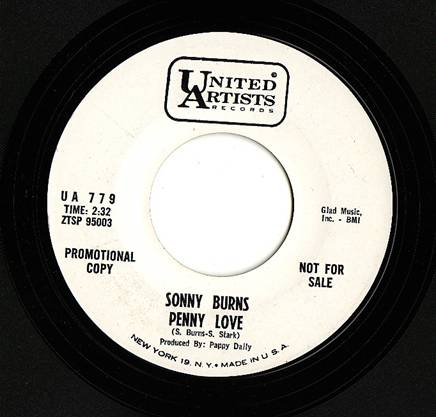
Penny Love

Sonny Burns startete seine Karriere in Eddie Noacks Band, bevor er nach Galveston zog. Schon damals war er Mitglied des KNUZ Houston Hometown Jamboree, einer Radiosendung, die jeden Samstagabend live gesendet wurde. Während einer dieser Shows heiratete er vor Publikum am 22. Mai 1954 im City Auditorium. Jedoch hielt die Ehe nicht lange. Im selben Jahr traf er den jungen George Jones bei einem Freund. Jones war gerade aus der Armee entlassen worden und versuchte sich nun als Musiker. Die beiden Sänger wurden schnell Freunde und traten zusammen in kleinen Clubs und Bars auf. Im selben Jahr bekam der trinkfeste Burns eine Anfrage der Starday Records, Platten aufzunehmen. Zusammen mit Jones nahm er seine ersten beiden Titel auf, Heartbroken Me und Tell Her, die sich gut verkauften.
Danach spielte Burns einige weitere Platte ein, diesmal solo. Real Cool Cat mit Hal Harris an der Gitarre wurde sein bekanntester Titel. Obwohl er nur noch einige weitere Platten bei Starday mehr veröffentlichte und bei Sonny Fisher noch Gitarre auf einer Aufnahme spielte, kündigte Labelbesitzer Pappy Dailey Burns jedoch, da Jones weitaus mehr Erfolg hatte und später zu einem der erfolgreichsten Country-Musiker überhaupt werden sollte. Burns hatte jedoch nicht so viel Glück, der anhaltende Misserfolg machte ihm zu schaffen und er begann übermäßig viel Alkohol zu konsumieren. Trotzdem bekam er in den 1960er-Jahren noch einmal einen Plattenvertrag bei United Artists, der Erfolg blieb aber aus.
Zuletzt lebte Sonny Burns in seiner Heimatstadt Nacogdoches, Texas.

## Diskographie
| Jahr | Titel                                                                                    | Plattenfirma       |
| ---- | ---------------------------------------------------------------------------------------- | ------------------ |
| 1953 | Blue Blue Rain / Though You're In My Arms                                                | Starday 114        |
| 1954 | Too Hot to Handle / Powder and Paint                                                     | Starday 118        |
| 1954 | A Place for Girls Like You / Heart Like a Dollar Sign                                    | Starday 131        |
| 1954 | Play It Cool, Man / Wrong About You (A-Seite von George Jones; B-Seite mit George Jones) | Starday 146        |
| 1954 | Tell Her / Heartbroken Me (mit George Jones)                                             | Starday 165        |
| 1954 | Another Woman Looking For a Man / Waltzing With Sin                                      | Starday 152        |
| 1955 | Invitations / Let's Change Sweethearts                                                   | Starday 175        |
| 1955 | Six Feet of Earth / You'll Look a Long Time                                              | Starday 189        |
| 1955 | Real Cool Cat / From on the Moon                                                         | Starday 209        |
| 1956 | Satan's a-Waitin' / Girl of the Streets                                                  | Starday 223        |
|      | If You See My Baby / Think Again                                                         | Starday 254        |
| 1961 | Patches On My Heart / Blue House Painted White                                           | United Artists 395 |
|      | And Then Some / ?                                                                        | United Artists 461 |
| 1963 | Where No One Else Is Allowed / Ta e a Good Look                                          | United Artists 580 |
| 1963 | Never Never Land / I Just Slipped Your Mind                                              | United Artists 634 |
| 1964 | Must I Leave It There / Room Next to Me                                                  | United Artists 719 |
| 1964 | Penny Love / Little Carl Draggin' the Shoes                                              | United Artists 779 |